# Region Montagnes
Die Region Montagnes ist seit dem 1. Januar 2018 eine der vier Regionen des Kantons Neuenburg in der Schweiz und dient statistischen Zwecken und als Wahlregionen für den Grossen Rat (frz. Grand Conseil) des Kantons. Sie umfasst das geografische Gebiet der ehemaligen Bezirke La Chaux-de-Fonds und Le Locle.
Zur Region gehören folgende politischen Gemeinden (Stand: 1. Januar 2021):
| Wappen               | Name der Gemeinde    | Einwohner (31. Dezember 2023) | Fläche in km² | Einw. pro km² |
| -------------------- | -------------------- | ----------------------------- | ------------- | ------------- |
| Brot-Plamboz         | Brot-Plamboz         | 294                           | 16,09         | 18            |
| La Brévine           | La Brévine           | 615                           | 41,81         | 15            |
| La Chaux-de-Fonds    | La Chaux-de-Fonds    | 37'233                        | 55,71         | 668           |
| La Chaux-du-Milieu   | La Chaux-du-Milieu   | 496                           | 17,31         | 29            |
| La Sagne             | La Sagne             | 1068                          | 25,55         | 42            |
| Le Cerneux-Péquignot | Le Cerneux-Péquignot | 311                           | 15,70         | 20            |
| Le Locle             | Le Locle             | 10'875                        | 34,66         | 314           |
| Les Planchettes      | Les Planchettes      | 198                           | 11,73         | 17            |
| Les Ponts-de-Martel  | Les Ponts-de-Martel  | 1229                          | 18,17         | 68            |
| Total (10)           | Total (10)           | 51'496                        | 236,73        | 218           |